# Sheridan County (Montana)
Sheridan County is een county in de Amerikaanse staat Montana.
De county heeft een landoppervlakte van 4.342 km² en telt 4.105 inwoners (volkstelling 2000). De hoofdplaats is Plentywood.